# Kalaripayattu
Kalaripayattu, còn được gọi đơn giản là Kalari, là một môn võ thuật của Ấn Độ có nguồn gốc từ Kerala ngày nay, một bang ở bờ biển phía tây nam của Ấn Độ .Kalaripayattu được biết đến với lịch sử lâu đời trong võ thuật Ấn Độ. Đây được cho là môn võ thuật lâu đời nhất còn tồn tại ở Ấn Độ, với lịch sử kéo dài hơn 3.000 năm.
Kalaripayattu được đề cập trong Vadakkan Pattukal, một bộ sưu tập các bản ballad viết về Chekavar của vùng Malabar, Kerala. Trong Vadakkan Pattukal, người ta nói rằng nguyên tắc cốt yếu của Kalaripayattu là kiến thức về nghệ thuật được sử dụng cho những mục đích xứng đáng hơn nữa, chứ không phải vì lợi ích ích kỷ của bản thân. Kalaripayattu là một môn võ thuật được thiết kế cho chiến trường cổ đại (từ "Kalari" có nghĩa là "chiến trường"), với vũ khí và kỹ thuật chiến đấu đặc trưng của Ấn Độ.
Giống như hầu hết các môn võ thuật của Ấn Độ, Kalaripayattu chứa đựng các nghi lễ và triết lý lấy cảm hứng từ Ấn Độ giáo. Nghệ thuật này cũng dựa trên các phương pháp điều trị y tế dựa trên các khái niệm được tìm thấy trong văn bản y học cổ của Ấn Độ, Ayurveda. Các học viên của Kalaripayattu có kiến thức phức tạp về các điểm áp lực trên cơ thể con người và các kỹ thuật chữa bệnh kết hợp kiến thức của Ayurveda và Yoga. Kalaripayattu được giảng dạy theo hệ thống guru-shishya của Ấn Độ. Kalaripayattu khác với nhiều hệ thống võ thuật khác trên thế giới ở chỗ các kỹ thuật dựa trên vũ khí được dạy trước và các kỹ thuật bằng tay không được dạy sau cùng. 
Các yếu tố từ truyền thống yoga cũng như các chuyển động ngón tay trong các điệu nhảy nata, đã được đưa vào Kalaripayattu. Một số phong cách chiến đấu của Nam Á vẫn có mối liên hệ chặt chẽ với yoga, khiêu vũ và nghệ thuật biểu diễn. Một số vũ đạo được biên đạo trong Kalaripayattu có thể được áp dụng cho khiêu vũ và các vũ công Kathakali biết Kalaripayattu được cho là tốt hơn rõ rệt so với các nghệ sĩ biểu diễn khác. Một số trường dạy múa cổ điển truyền thống của Ấn Độ vẫn kết hợp võ thuật như một phần của chế độ tập luyện của họ.
Kalaripayattu bao gồm các đòn đánh, đá, vật lộn, các hình thức đặt trước, vũ khí và phương pháp chữa bệnh. Các chiến binh được huấn luyện ở Kalaripayattu sẽ sử dụng áo giáp cơ bản và rất nhẹ, vì rất khó để duy trì sự linh hoạt và cơ động khi mặc áo giáp nặng.
Không giống như các vùng khác của Ấn Độ, các chiến binh ở Kerala thuộc về tất cả các lâu đài. Phụ nữ trong xã hội Keralite cũng trải qua khóa đào tạo ở Kalaripayattu, và vẫn làm như vậy cho đến ngày nay. Những phụ nữ Keralite như Unniyarcha được nhắc đến trong một bộ sưu tập các bản ballad từ Kerala được gọi là Vadakkan Pattukal, và được ca ngợi vì sức mạnh võ thuật của họ.

## Từ nguyên
Từ Kalaripayattu là sự kết hợp của hai từ Malayalam - kalari (sân tập hoặc chiến trường) và payattu (huấn luyện võ thuật), tạm dịch là “luyện tập nghệ thuật chiến trường”.

## Truyền thuyết
Theo truyền thuyết, Parashurama được cho là đã học được nghệ thuật này từ Shiva , và dạy nó cho những người định cư ban đầu của Kerala ngay sau khi đưa Kerala lên từ đáy đại dương. Một bài hát bằng tiếng Malayalam đề cập đến việc Parashurama tạo ra Kerala, và ghi công ông đã thiết lập 108 kalaris đầu tiên trên khắp Kerala, cùng với chỉ dẫn của 21 đạo sư Kalaripayattu đầu tiên ở Kerala về việc tiêu diệt kẻ thù

## Lịch sử

### Lịch sử ban đầu
Một số nhà sử học tin rằng các kỹ thuật chiến đấu của thời kỳ Sangam là tiền thân sớm nhất của Kalaripayattu. Mỗi chiến binh trong thời đại Sangam đều được huấn luyện quân sự thường xuyên về thực hành mục tiêu, cưỡi ngựa và cưỡi voi. Họ chuyên về một hoặc nhiều vũ khí quan trọng của thời kỳ này bao gồm giáo ( vel ), kiếm ( val ), khiên ( kedaham ) và cung tên ( vil ambu ). Các giả thuyết khác cho rằng một số nhóm bộ lạc sinh sống ở Kerala cổ đại đã thành lập Kalaripayattu để tự vệ trước các mối đe dọa từ các nhóm tương tự.

### Lịch sử thời Trung cổ
Theo nhà sử học A. Sreedharan Menon, Kalaripayattu là một trong những khía cạnh quan trọng nhất của xã hội Keralite thời phong kiến, vì nó giúp truyền đạt huấn luyện quân sự và kỷ luật giống như người Sparta cho thanh niên Kerala, không phân biệt đẳng cấp, cộng đồng hay giới tính. Mỗi ngôi làng ở Kerala thời trung cổ đều có kalari riêng, chứa một vị thần chủ trì được gọi là Bagavathy hoặc Paradevata. Trẻ em ở Kerala đã hoàn thành chương trình học bình thường ở các trường địa phương sẽ tham gia kalari địa phương của họ để được đào tạo thêm về quân sự. Điều này đặc biệt phổ biến giữa các môn phái võ thuật của các cộng đồng khác nhau ở Kerala, chẳng hạn như Nairs và Thiyyas. Duarte Barbosa, một nhà thám hiểm người Bồ Đào Nha đã đến thăm Kerala vào thế kỷ 16, đã viết về khóa huấn luyện quân sự của Nair ở Kalaripayattu, và tuyên bố:
Phần hơn của Nayars (Nairs), khi bảy tuổi, được gửi đến các trường học, nơi họ được dạy nhiều thủ thuật về sự nhanh nhẹn và khéo léo; ở đó họ dạy chúng nhảy và xoay người và vặn người trên mặt đất, thực hiện các bước nhảy hoàng gia và các bước nhảy khác và điều này chúng học hai lần một ngày miễn là chúng còn nhỏ và chúng trở nên lỏng lẻo và dẻo dai và chúng khiến chúng xoay người. Cơ thể trái với tự nhiên; và khi chúng hoàn thành tốt việc này, họ dạy chúng chơi với vũ khí mà chúng có khuynh hướng nhất, một số chơi với cung tên, một số cầm sào để trở thành thương binh, nhưng hầu hết đều sử dụng kiếm và đang luyện tập. Người Nayars (Nairs) bị ràng buộc, dù họ có già đi chăng nữa, phải luôn đi (để huấn luyện) vào mùa đông (mùa mưa hoặc gió mùa) để học đấu kiếm cho đến khi chết.
- Duarte Barbosa, nhà thám hiểm người Bồ Đào Nha thế kỷ 16
Kerala thời Trung cổ, theo Menon, là "thời kỳ hoàng kim" của Kalaripayattu ở Kerala, lên đến đỉnh điểm với việc viết Vadakkan Pattukkal và việc thành lập các anh hùng và nữ anh hùng trong văn hóa dân gian của Kerala, chẳng hạn như Aromal Chekavar, Unniyarcha và Thacholi Othenan, những người được tôn vinh vì sức mạnh võ thuật, tinh thần hiệp sĩ và chủ nghĩa lý tưởng của họ.
Trong thời kỳ này, Kalaripayattu cũng được sử dụng rộng rãi trong thực hành Keralite của ankam ("chiến đấu" hoặc "trận chiến" trong tiếng Malayalam ) trong việc giải quyết tranh chấp. Ankam là một hình thức chiến đấu hoặc chiến đấu thường được sử dụng ở Kerala thời phong kiến như một cách để giải quyết các tranh chấp mà các hội đồng chính quyền địa phương không thể giải quyết. Một biến thể của ankam, được gọi là poithu cũng đã được thực hành, và là một cuộc đấu tay đôi giữa hai cá nhân. Các chiến binh tham gia ankam hoặc poithu đã sử dụng Kalaripayattu, và các chiến binh đã có tới 12 năm để chuẩn bị và huấn luyện trước khi tham gia ankamchính nó, để tất cả các chiến binh có thể đạt được mức độ thông thạo cao nhất với vũ khí truyền thống của Kalaripayattu. Trong một số trường hợp, lính đánh thuê chuyên nghiệp được đào tạo ở Kalaripayattu được trả tiền để tham gia ankam thay mặt cho người khác.
Việc thực hành rộng rãi và phổ biến Kalaripayattu ở Kerala bắt đầu giảm vào thế kỷ 17, khi việc sử dụng súng và đại bác trở nên phổ biến. Điều này cũng trùng hợp với các cuộc xâm lược của người châu Âu vào Kerala, sau đó, súng ống bắt đầu vượt qua việc sử dụng vũ khí truyền thống như gươm và giáo.

### Thực hành hiện đại
Năm 1804, người Anh cấm Kalaripayattu ở Kerala để đối phó với Chiến tranh Kottayathu, một cuộc nổi dậy chống lại sự cai trị của người Anh ở Kerala do vua Keralite là Pazhassi Raja lãnh đạo. Lệnh cấm có hiệu lực ngay sau cái chết của Pazhassi Raja vào ngày 30 tháng 11 năm 1805, dẫn đến việc đóng cửa hầu hết các sân tập kalari lớn ở Kerala. Sau lệnh cấm, nhiều giáo viên Keralite ở Kalaripayattu đã chống lại lệnh cấm và tiếp tục bí mật dạy Kalaripayattu cho học sinh của họ. Gurukkalschẳng hạn như Kottakkal Kanaran Gurukkal, Kovilkandi Kelu Kurup Gurukkal và Maroli Ramunni Gurukkal, đã học và lưu giữ võ thuật cho hậu thế và chịu trách nhiệm bảo tồn Kalaripayattu vào đầu thế kỷ XX, cũng như châm ngòi cho sự hồi sinh của Kalaripayattu ở Kerala vào những năm 1920.
Sự quan tâm trở lại của công chúng đối với Kalaripayattu bắt đầu vào những năm 1920 ở Thalassery, như một phần của làn sóng khám phá lại nghệ thuật truyền thống khắp miền nam Ấn Độ và tiếp tục trong những năm 1970, sự quan tâm chung trên toàn thế giới đối với võ thuật.
Trong giai đoạn này, công chúng mới quan tâm đến môn võ thuật bản địa của Kerala, các gurukkals Kalaripayattu như Chambadan Veetil Narayanan Nair và Chirakkal T. Sreedharan Nair đã nổi lên như một gurukkals chính đã bảo tồn và truyền thụ võ thuật trong suốt thế kỷ XX và sang kỷ nguyên hiện đại. Chambadan Veetil Narayanan Nair, một học trò của Kottakkal Kanaran Gurukkal, và trong trí nhớ của người có tên CVN Kalaris, đã mở một số kalaris, và bắt đầu phổ biến Kalaripayattu trên khắp bang Kerala, làm hồi sinh nghệ thuật trên toàn bang vào thế kỷ XX.
Chirakkal T. Sreedharan Nair cũng được công nhận rộng rãi vì đã hồi sinh và bảo tồn Kalaripayattu bằng cách viết những cuốn sách đầu tiên từng được viết về Kalaripayattu, cũng như viết văn bản có thẩm quyền đầu tiên về môn võ này. Sreedharan Nair được ghi nhận là người viết Kalaripayattu, cuốn sách đầu tiên từng được viết về Kalaripayattu, vào năm 1937. Cuốn sách này được viết bằng tiếng Malayalam, và liệt kê các vaithari hoặc khẩu lệnh, tất cả các bài tập liên quan đến meypayattu, hoặc các kỹ thuật điều hòa. Ông cũng được ghi nhận là người viết văn bản có thẩm quyền đầu tiên và sách báo đầu tiên trên Kalaripayattu, được gọi là Kalarippayattu - Hướng dẫn đầy đủ về Võ thuật Cổ đại của Kerala. Văn bản, cùng với tập hợp các ghi chú giảng dạy của Sreedharan Nair, đã được dịch sang tiếng Anh bởi các con trai của ông là SRA Das và SRD Prasad và sau đó được xuất bản bởi Westland Books. Cuốn sách bao gồm hơn 1.700 bức ảnh hành động cũng như giải thích đằng sau tất cả các bài tập. Nó tiếp tục là tài liệu tham khảo xác thực nhất trên Kalaripayattu cho đến ngày nay.
Trong thời kỳ hiện đại, Kalaripayattu cũng được sử dụng bởi các học viên của phong cách khiêu vũ Keralite, chẳng hạn như Kathakali và Mohiniyattam, như là một phần của chế độ luyện tập của họ. Gần đây, các vũ công từ các hình thức khiêu vũ khác không phải Keralite cũng bắt đầu kết hợp Kalaripayattu vào chế độ luyện tập của họ, chẳng hạn như Vasundhara Doraswamy, một vũ công Bharatanatyam nổi tiếng.
Năm 2017, một gurukkal 73 tuổi đến từ Vadakara, Sri Meenakshi Amma, đã được Chính phủ Ấn Độ trao tặng Padma Sri vì những đóng góp của bà trong việc bảo tồn Kalaripayattu.
Vào tháng 1 năm 2021, Chính phủ Kerala thông báo mở Học viện Kalaripayattu tại thủ đô Thiruvananthapuram của Kerala, dưới sự quản lý của Sở Du lịch Kerala. Học viện Kalaripayattu sẽ bao gồm một khu vực rộng 3.500 feet, và sẽ là một phần của Làng Thủ công mỹ nghệ Vellar. Các lớp học Kalaripayattu sẽ được giảng dạy bởi một nhóm gurukkals từ Kerala, dẫn đầu bởi Sri Meenakshi Amma, một người nhận Kalaripayattu gurukkal và Padma Sri. Học viện Kalaripayattu ban đầu sẽ dạy 100 học sinh, cả người lớn và trẻ em, trong các lớp học buổi sáng và buổi tối. Bộ trưởng Pinarayi Vijayan sẽ công bố chương trình đào tạo của học viện vào năm 2021.

## Thực tiễn
Truyền thống và phương pháp giảng dạy Kalaripayattu khác nhau giữa các vùng khác nhau của Kerala. Kalaripayattu được dạy trong một sân tập chuyên biệt được gọi là kalari. Vị trí và cách xây dựng của mỗi kalari được xây dựng phù hợp với các luận thuyết kiến trúc của đạo Hindu như Vastu Shastras cùng với các truyền thống tôn giáo và phong tục khác nhau có nguồn gốc từ Kerala. Các thông số kỹ thuật được đưa ra liên quan đến kích thước vật lý của đàn kalari, độ sâu của mặt đất trong đàn kalari, cùng với vật liệu làm sàn của đàn kalari phải bao gồm. Tầng của mỗi kalari bao gồm cát đỏ được trộn với các loại thảo mộc cụ thể được cho là có tác dụng hỗ trợ điều trị các vết thương nhỏ trong quá trình luyện tập. Các khía cạnh định hướng của việc xây dựng kalari cũng được chỉ định, chẳng hạn như lối vào của kalari quay mặt về phía đông, và vị trí của các cấu trúc nghi lễ như Poothara, Ganapatithara và Guruthara, phải quay mặt về phía tây. Poothara (" Sân hoa" hay "Lầu hoa" trong tiếng Malayalam ) trong kalari là một bệ nâng lên bảy bậc với một kumbha hoặc hình hoa sen, ở đỉnh của nó. Bảy bước tượng trưng cho bảy dhatu và koshacủa cơ thể con người theo truyền thống Ayurvedic. Kumbha ở đỉnh của poothara được cho là đại diện cho Bhagavathy hoặc trái tim của cá nhân. Ganapatithara ("Mặt đất của Ganapati " trong tiếng Malayalam) là khu vực của kalari được dành cho việc thờ cúng Ganapati, một vị thần Hindu được cho là người loại bỏ các chướng ngại vật. Guruthara ("Mặt đất của Guru " trong tiếng Malayalam) là khu vực của kalari được dành để thờ phụng Guru của kalari, người đại diện cho truyền thống của gurukkals ở Kerala, người đã bảo vệ và dạy Kalaripayattu cho thế hệ sau. Trong Ganapatithara, Ganapati được gọi một cách tượng trưng bằng cách đặt mộtotta, hoặc thanh gỗ hình ngà. Paduka, hay giày dép, được đặt tại Guruthara để tượng trưng cho cuộc sống của một gurukkal. Vị thần chủ trì của Kalaripayattu được cho là Bhadrakali hoặc Bhagavathy. Trước mỗi buổi huấn luyện kalari, các vị thần chủ trì đều phải chào và sự tuân phục được trả cho đền kalari. Các học sinh đắp Tilak hoặc tikka lên trán và lên trán của thần tượng của vị thần chủ trì bằng cách sử dụng đất từ mặt đất của kalari. Đồng phục huấn luyện truyền thống được sử dụng ở Kalaripayattu là kachakettal, một chiếc khố có hai màu đỏ và trắng hoặc đỏ và đen. Cùng với trang phục truyền thống, các mệnh lệnh bằng miệng, hoặc vaithari, được đưa ra bởi guru trong các khóa đào tạo, và được đưa ra bằng tiếng Phạn hoặc Malayalam.
Trong lịch sử, tất cả các Keralit của cộng đồng Hindu, cả nam và nữ, sẽ trải qua khóa đào tạo bắt buộc ở Kalaripayattu bắt đầu từ 7 hoặc 9 tuổi và kéo dài cho đến khi kết thúc giáo dục. Đến thế kỷ 11 sau Công nguyên, các thành viên của các cộng đồng khác cũng bắt đầu thực hành nghệ thuật này. Theo giáo sư A. Sreedharan Menon, nhà sử học được lưu ý, "mỗi desam hoặc địa phương có một kalari với một đạo sư ở đầu và cả trẻ em trai và gái đều được huấn luyện thể chất trong đó." Các chiến binh, binh lính và những người khác muốn theo đuổi sự nghiệp võ thuật sẽ tiếp tục đào tạo trong phần đời còn lại của họ. Nói chung, hai phong cách Kalaripayattu được thừa nhận giữa những người tập Kalari: Phong cách miền Bắc và Phong cách miền Nam. Hai hệ thống này có những điểm tương đồng rõ rệt về phong cách hoặc vazhi ("cách" hoặc "phương pháp" trong tiếng Malayalam), chẳng hạn như Hanuman Vazhi, Bhiman Vazhi và Bali Vazhi trong số những hệ thống khác. Mỗi phong cách, hay vazhi, trong Kalaripayattu có một mục đích khác nhau. Ví dụ, Hanuman Vazhi (" Con đường của Hanuman"trong tiếng Malayalam) là một phong cách tập trung vào tốc độ và ứng dụng kỹ thuật, cùng với một số kỹ thuật để đánh lừa hoặc đánh bại kẻ thù. Bali Vazhi, (" The Way of Bali "trong tiếng Malayalam) tập trung vào việc sử dụng các ứng dụng kỹ thuật của đối thủ để chống lại họ trong Trong Bhiman Vazhi (" Con đường của Bhiman " trong tiếng Malayalam), việc sử dụng sức mạnh thể chất là chủ yếu. Các phong cách là những biến thể mà các bậc thầy khác nhau đã điều chỉnh và sửa đổi theo sự hiểu biết của họ về nghệ thuật. Sự phát triển và thành thạo của Kalaripayattu đến từ truyền thống không ngừng học hỏi, thích nghi và cải tiến các kỹ thuật bằng cách quan sát những kỹ thuật nào là thiết thực và hiệu quả. Trong khi tầm quan trọng được đặt lên trên việc quan sát truyền thống, những gurukkuls Kalaripayattu đã đóng góp vào sự phát triển của Kalaripayattu bằng kinh nghiệm và lý luận của họ. Một học viên Kalari có thể gặp phải các kỹ thuật chiến đấu mới từ chiến binh của đối phương. Người tập Kalari sẽ cần học cách dự đoán, thích ứng và vô hiệu hóa những kỹ thuật mới này. Điều này đặc biệt được thấy trong phong cách Kalaripayattu của phương Nam, được cho là đã được điều chỉnh và sửa đổi trong các cuộc chiến tranh với các vương quốc Tamil để chống lại các môn võ như Silambam, một trong những hình thức võ thuật chính được binh lính Tamil luyện tập vào thời điểm đó.

## Phong cách
Có hai phong cách chính thường được thừa nhận trong Kalaripayattu truyền thống và dựa trên các khu vực mà chúng được thực hành. Đó là phong cách miền Bắc, hoặc Vadakkan Kalari, và phong cách miền Nam, hoặc Thekkan Kalari.
Phong cách phương bắc của Kalaripayattu, hay Vadakkan Kalari, chủ yếu được thực hành ở vùng Malabar của Kerala, và dựa trên các chuyển động thanh lịch và linh hoạt, né tránh, nhảy và huấn luyện vũ khí. Phong cách miền nam của Kalaripayattu, hay Thekkan Kalari, chủ yếu được thực hành ở các khu vực phía nam của Kerala, và chuyên về các kỹ thuật cứng, dựa trên tác động, nhấn mạnh vào chiến đấu tay đôi và các đòn đánh điểm áp lực. Cả hai hệ thống đều sử dụng các khái niệm bên trong và bên ngoài.
Phong cách thứ ba, phong cách Trung tâm, hoặc Madhya Kalari, cũng được thực hành, nhưng nó ít được thực hành hơn so với các đối tác miền Bắc và miền Nam.
Một phong cách khu vực nhỏ hơn của Kalaripayattu được gọi là Tulunadan Kalari, được đề cập đến trong các văn bản như Vadakkan Pattukal, nhưng nó bị giới hạn phần lớn ở khu vực Tulu Nadu ở phía bắc Kerala và nam Karnataka. Các phong cách khu vực nhỏ hơn khác cũng được cho là tồn tại ở các vùng biệt lập của Kerala, nhưng những phong cách này ngày càng trở nên hiếm và khó tìm. Ví dụ bao gồm Dronamballi, Odimurassery, Tulu Nadan Shaiva Mura và Kayyangali .

### Phong cách miền bắc
Phong cách phương Bắc còn được gọi là, Vadakkan Kalari, và thường được coi là hình thức "nguyên bản" của Kalaripayattu. Hệ thống này tập trung nhiều hơn vào các bài tập thể dục linh hoạt bắt nguồn từ khẩu hiệu Meyy kanavanam, có nghĩa là, "làm cho cơ thể trở thành một con mắt." Các bài tập này được thực hiện riêng lẻ, cũng như kết hợp. Sau đó meypayattu được dạy. Đây là sự kết hợp của các bài tập linh hoạt với các kỹ thuật tấn công và phòng thủ, tuy nhiên, các kỹ thuật thực tế được dạy rất nhiều sau đó. Theo truyền thống, số lượng meypayattu có thể khác nhau tùy theo phương pháp giảng dạy của guru. Huấn luyện thường được thực hiện trong bốn giai đoạn, giai đoạn đầu tiên là Meipayattu (huấn luyện tư thế), tiếp theo là Kolthari (luyện tập với vũ khí bằng gỗ), Angathari (luyện tập với vũ khí kim loại) và cuối cùng là Verum kai (chiến đấu tay không). Nói chung, phần lớn Kalaris(các trường dạy Kalaripayattu) bắt đầu huấn luyện với vũ khí trong vòng 3 đến 6 tháng. Một số Kalaris chỉ cho phép học một vũ khí mỗi năm. Sau khi đánh gậy dài và đánh gậy nhỏ, vũ khí sắt được giới thiệu. Việc huấn luyện vũ khí bắt đầu với dao găm và kiếm, sau đó là giáo. Không phải tất cả các trường học hiện đại đều sử dụng vũ khí chuyên dụng. Theo truyền thống, cung tên thường được sử dụng ở Kerala và học sinh được đào tạo các kỹ thuật này, nhưng ngày nay hiếm khi được dạy.
Kalaripayattu có ba hình thức, được phân biệt bởi các hình thức tấn công và phòng thủ. Họ là Arappa Kayy, Pilla Thangi và Vatten Thiripp.

### Phong cách miền nam
Phong cách miền Nam còn được gọi là Thekkan Kalari. Theo truyền thống, nó được cho là một phong cách Kalaripayattu được cho là đã bị thay đổi và ảnh hưởng bởi Agastya. Về cơ bản, đây là một phong cách Kalaripayattu phía bắc đã bị ảnh hưởng bởi các môn võ thuật từ các vùng lân cận, chẳng hạn như Varma Adi hoặc Adi Murai. Trong khi hình thức Kalaripayattu miền Nam có những điểm tương đồng đáng chú ý với Varma Adi, nó được coi là một môn võ khác biệt và tách biệt với Varma Adi do những điểm tương đồng với Kalaripayattu miền Bắc. Những điểm tương đồng giữa kiểu miền Nam của Kalaripayattu và Varma Adi có thể là do vị trí địa lý gần nhau, với kiểu miền Nam của Kalaripayattu được coi là sự pha trộn của Kalaripayattu và Varma Adi. Trong khi phong cách miền Nam ít được thực hành hơn ở Kerala so với phong cách miền Bắc, nó được tôn kính ở Kerala như là sự kết hợp các giáo lý của cả Parashurama và Agastya. Nó chủ yếu được thực hành ở một số vùng phía nam của Kerala, đặc biệt là ở các khu vực gần Kanyakumari. Trong khi nhiều bài tập của phong cách miền Nam giống với phong cách miền Bắc, nó mang tính chất chiến đấu và võ thuật hơn, đồng thời chú trọng nhiều vào chiến đấu tay không, kỹ thuật va chạm mạnh và động tác chân hơn là nhấn mạnh sự linh hoạt như phong cách miền Bắc. Nó bắt đầu với việc đào tạo ở Chuvadu, một hệ thống kết hợp nhiều kỹ thuật chiến đấu tương tự như Muay Thái và Judo. Ngay sau đó, đấu với một đối tác được giới thiệu như một phần của khóa đào tạo. Các kỹ thuật xác định trước này được đào tạo nhiều lần. Sau khi thành thạo cơ bản về chiến đấu không vũ trang, việc huấn luyện vũ khí bắt đầu với một cây gậy nhỏ. Huấn luyện bằng gậy nhỏ thường được thực hiện với hai chiến binh, được trang bị gậy hoặc dao găm. Đây chủ yếu là các kỹ thuật phòng thủ. Các kỹ thuật chiến đấu với hai chiến binh có vũ khí giống nhau bao gồm đánh nhau bằng gậy dài, kiếm, v.v. Trong thời gian huấn luyện này, việc hoàn thiện cách chiến đấu không vũ trang cũng tiến triển. Khi học sinh có thêm kinh nghiệm, một lượng nhỏ kiến thức liên quan đến điểm Marma (điểm áp lực) cũng được dạy cho học sinh nếu gurukkal cho là phù hợp.
Kỹ thuật Kalaripayattu là sự kết hợp của các bước ( Chuvadu ) và tư thế ( Vadivu ). Chuvadu có nghĩa đen là 'các bước', các bước cơ bản của võ thuật. Vadivu theo nghĩa đen có nghĩa là 'tư thế' hoặc tư thế là nền tảng của việc đào tạo Kalaripayattu. Chúng được đặt tên theo động vật, và thường được trình bày dưới 8 dạng. Phong cách khác nhau đáng kể từ truyền thống này sang truyền thống khác. Không chỉ tên của các tư thế khác nhau, mà cách sử dụng và giải thích của chúng cũng khác nhau tùy thuộc vào gurukkal và truyền thống của kalari. Mỗi thế đứng có kiểu dáng, sự kết hợp và chức năng riêng. Những kỹ thuật này thay đổi từ phong cách này sang phong cách khác. 

## Marmashastram và xoa bóp
Người ta tuyên bố rằng các chiến binh Kalari giàu kinh nghiệm có thể vô hiệu hóa hoặc giết chết đối thủ của họ chỉ bằng cách tấn công đúng marmam (điểm quan trọng) trên cơ thể đối thủ của họ. Kỹ thuật này chỉ được dạy cho những sinh viên có trình độ và triển vọng nhất để không khuyến khích việc sử dụng sai kỹ thuật. Marmashastram nhấn mạnh vào kiến thức về marmam và cũng được sử dụng để điều trị bệnh marma (marmachikitsa). Hệ thống điều trị marma này có nguồn gốc từ Ayurveda, cũng như y học Siddha.
Đề cập sớm nhất về marmam được tìm thấy ở Rig Veda, nơi Indra được cho là đã đánh bại Vritra bằng cách tấn công marmam của anh ta bằng một vajra. Các tài liệu tham khảo về marmam cũng được tìm thấy trong Atharva Veda. Với nhiều tài liệu tham khảo rải rác khác về các điểm quan trọng trong Vệ Đà và các nguồn sử thi, chắc chắn rằng các võ sĩ đầu tiên của Ấn Độ đã biết về và thực hành tấn công hoặc phòng thủ các điểm quan trọng. Sushruta (khoảng thế kỷ thứ 6 trước Công nguyên) đã xác định và xác định 107 điểm quan trọng của cơ thể con người trong Sushruta Samhita của mình. Trong số 107 điểm này, 64 điểm được phân loại là có thể gây chết người nếu đánh đúng cách bằng nắm đấm hoặc gậy. Công việc của Sushruta đã hình thành nền tảng của môn y học Ayurveda, được dạy cùng với các môn võ thuật Ấn Độ khác nhau nhấn mạnh vào các điểm quan trọng, chẳng hạn như Varma kalai và Marma adi.
Nhờ tìm hiểu về cơ thể con người, các võ sĩ Ấn Độ đã trở nên am hiểu về các lĩnh vực y học cổ truyền và xoa bóp. Các giáo viên của Kalaripayattu thường cung cấp dịch vụ mát-xa  (uzhichil) bằng dầu thuốc cho học sinh của họ để tăng sự dẻo dai về thể chất của họ hoặc để điều trị các chấn thương cơ bắp. Những liệu pháp mát-xa như vậy thường được gọi là thirumal và cách mát-xa duy nhất được cung cấp để tăng tính linh hoạt được gọi là katcha thirumal.

## Cơ quan quản lý
Tại Ấn Độ, Liên đoàn Kalaripayattu Ấn Độ (IKF) ở Thiruvananthapuram là một trong những cơ quan quản lý chính của Kalaripayattu. Nó được công nhận bởi Bộ Thanh niên và Thể thao của Chính phủ Ấn Độ. Nó nhận được liên kết với tư cách là một liên đoàn thể thao khu vực vào năm 2015.
Liên đoàn Kalaripayattu của Ấn Độ (KFI), có trụ sở tại Kozhikode, là một cơ quan quản lý khác của Kalaripayattu, đã được Hiệp hội Olympic Ấn Độ công nhận.
Hiệp hội Kerala Kalaripayattu (KKA) ở Thiruvananthapuram cũng là cơ quan quản lý môn võ được Hội đồng thể thao bang Kerala công nhận.

## Các học viên đáng chú ý
Kottakkal Kanaran Gurukkal (1850-1935), gurukkal của Chambadan Veetil Narayanan Nair. Korrakkal Kanaran Gurukkal được công nhận là một trong những gurukkals đã bảo tồn Kalaripayattu ở Kerala và cho phép nó tồn tại đến thế kỷ XX sau khi nghiên cứu nó từ một số gurukkals ở vùng Malabar của bang.
Chambadan Veetil Narayanan Nair (1905-1944), một gurukkal của Kalaripayattu và là học trò của Kottakal Kanaran Gurukkal, người được nhiều người biết đến với cái tên "CVN" và trong ký ức của ông, CVN Kalaris đã xuất hiện trên khắp Kerala, tạo điều kiện cho sự hồi sinh của Kalaripayattu trên khắp tiểu bang của nó.
Chirakkal T. Sreedharan Nair (1909-1984), một gurukkal người Kalaripayattu, và là người sáng lập Sree Bharat Kalari (trước đây gọi là Rajkumar Kalari). Ông được biết đến với việc viết những cuốn sách đầu tiên trên Kalaripayattu. Tác phẩm đầu tiên của ông, Kalaripayattu, được viết bằng tiếng Malayalam và xuất bản năm 1937, là cuốn sách đầu tiên viết về Kalaripayattu. Ông cũng là tác giả của văn bản có thẩm quyền đầu tiên và sách báo đầu tiên trên Kalaripayattu, được gọi là Kalarippayattu - Hướng dẫn đầy đủ về Võ thuật Cổ đại của Kerala. Văn bản được coi là tài liệu tham khảo xác thực nhất trên Kalaripayattu cho đến ngày nay.
Vì những đóng góp của họ trong việc bảo tồn Kalaripayattu, Meenakshi Amma, một gurukkal 73 tuổi từ Vadakara và Sankara Narayana Menon Chundayil, một gurukkal từ Chavakkad , đã được Chính phủ Ấn Độ trao tặng Padma Sri.

## Nền Văn Hóa phổ biến
Trong tiểu thuyết đồ họa Ấn Độ Odayan và Odayan II - Yuddham, nhân vật tiêu đề là một cảnh sát có tay nghề cao ở Kalaripayattu, với câu chuyện lấy bối cảnh ở Kerala thời phong kiến thế kỷ 16.
Little Kalari Warriors, một phim hoạt hình do Toonz Animation India thực hiện cho Cartoon Network, có các học viên Kalaripayattu làm nhân vật chính. Kalaripayattu cũng xuất hiện trong bộ phim hoạt hình Ấn Độ Arjun: The Warrior Prince (2012). Trong trò chơi nhập vai Ấn Độ Ashwathama - The Immortal, dựa trên thần thoại Ấn Độ, các cảnh chiến đấu được dàn dựng bằng Kalaripayattu, với chuyển động của các nhân vật được chuyển động từ các bậc thầy Kalaripayattu thực sự.
Kalaripayattu được sử dụng làm phong cách chiến đấu cho nhân vật Connie Maheswaran trong loạt phim truyền hình hoạt hình Mỹ Steven Universe. Ngoài các trò chơi điện tử của Ấn Độ, các nhân vật trong các trò chơi quốc tế cũng sử dụng Kalaripayattu, chẳng hạn như Voldo trong Soul Edge, Asura trong Death Battle và Zafina trong series Tekken cùng những người khác. Phong cách này cũng được Cyril Rahman, Ethan Stanley và Shō Kanō sử dụng trong loạt phim truyền hình manga Nhật Bản Kenichi: The Mightiest Disciple. Năm 2019, một nhân vật gốc Ấn Độ lần đầu tiên được giới thiệu trong truyện tranh Nhật Bản, Agari. Nó có một nhân vật tên là Ravi, một bậc thầy Kalaripayattu, làm nhân vật chính.
Trong khi nhiều bộ phim tài liệu đã được thực hiện về hoặc đề cập đến Kalaripayattu, một trong những bộ phim tài liệu được biết đến sớm nhất về chủ đề này là bộ phim tài liệu của BBC có tựa đề Con đường của chiến binh. Kalaripayattu cũng được ghi lại trong Phần 2 của Fight Quest .